# Чентрале Идроелетрика (Парма)
Чентрале Идроелетрика је насеље у Италији у округу Парма, региону Емилија-Ромања.
Према процени из 2011. у насељу је живело 2 становника. Насеље се налази на надморској висини од 625 м.